# 전기 저항 제트 엔진
전기 저항 제트 엔진(Resistojet, 레지스토제트)은 전기 저항의 발생열로 제논 가스 등을 가열해 추력을 얻는 엔진이다. 소형 인공위성에 사용된다.
저항 제트는 일반적으로 비반응성 유체를 가열하여 추진력을 제공하는 우주선 추진(전기 추진) 방법이다. 가열은 일반적으로 뜨거운 백열 필라멘트로 구성된 저항기를 통해 전기를 보내고 기존 노즐을 통해 팽창된 가스를 방출함으로써 이루어진다.

## 같이 보기
- 과학기술위성 3호